# François-Joseph Westermann
François-Joseph Westermann   (Molse, 5 de setembre de 1751 - París, 5 d'abril de 1794) fou un general francès de les Guerres Revolucionàries i de la figura política de la Revolució Francesa.

## Carrera
Nascut a Molsheim (Alsàcia, actual departament Baix Rin), François Joseph Westermann va ingressar a un regiment de cavalleria a una edat primerenca, però aviat va abandonar el servei i es va dirigir a París. Va ser un entusiasta partidari de la Revolució, i el 1790 es va fer el més agrest del municipi de Haguenau. Després d'un breu empresonament per incitació a motins a Haguenau, va tornar a París, on es va unir a Georges Danton i va tenir un paper important en l'atac a "les Tuileries" el 10 d'agost de 1792.
Va acompanyar Charles François Dumouriez en les seves campanyes amb l'Exèrcit del Nord i el va ajudar en les seves negociacions amb els Habsburg, sent arrestat com a còmplice després de la defecció del general. Denunciat per Jean-Paul Marat a la Convenció nacional, Westermann va aconseguir demostrar la seva innocència i va ser enviat amb el rang de general de brigada per sufocar la Revolta de La Vendée.

## La caiguda de la Vendée
Westermann es va distingir pel seu extraordinari coratge, les seves atrevides maniobres i el tractament sever dels insurgents. Després de patir una derrota a Châtillon, va derrotar els Vendeans a Beaupréau, Laval, Granville i Baugé, i el desembre de 1793 va destruir el seu exèrcit a Le Mans i Savenay.
Westermann va escriure al Comitè de Seguretat Pública un document controvertit, l'autenticitat del qual es disputa:
| « | <<"Ja no hi ha més Vendée, ciutadans republicans. Va morir sota la nostra espasa lliure, amb les seves dones i els seus fills. Acabo d'enterrar-la als pantans i al bosc de Savenay. Seguint les ordres que em vas donar, vaig aixafar els nens que hi havia a sota de les peülles dels cavalls, vaig massacrar a les dones que, almenys, ja no suportaran bandolers. No tinc ni un sol pres per a què em retracti. Els he exterminats tots...">> | » |

Alguns historiadors creuen que aquesta carta mai no va existir.
 La rebel·lió encara es va re-produir, i hi havia diversos milers de presoners vendeans vius presos per les forces de Westerman quan suposadament es va escriure la carta. L'assassinat de civils també hauria estat una violació explícita de les ordres de la Convenció a Westermann.
Després de la seva victòria va ser convocat a París, on, com a amic i partidari de Georges Danton, va ser proscrit amb el partit dantonià i guillotinat.
És representat per Jacques Villeret a la pel·lícula de 1983, Danton.